# Joachim Morsing
Joachim Morsing, född den 16 mars 1767 i Ystad, död den 30 januari 1798 i Hacksta socken, var en svensk häradshövding. 

## Biografi
Morsing föddes i Ystad och utbildade sig till jurist vid Lunds universitet, han tog examen den 17 december 1785. Han blev kopist vid Justitieexpeditionen den 25 oktober 1791 och han befordrades därefter till kanslist innan han den 20 december 1793 utnämndes till häradshövding i Trögds, Åsunda, Bro och Håbo häraders domsaga. Han avled på sin gård i Hacksta 1798.